# 1096
Anul 1096 (MXCVI) a fost un an bisect al calendarului iulian.

## Evenimente
- 26 ianuarie: Primul act antievreiesc din cadrul Primei cruciade: populația evreiască din Rouen este închisă într-o biserică, iar cei care refuză botezul sunt exterminați.
- 10 februarie: Aflat la Angers, papa Urban al II-lea îl trimite pe Robert d'Arbrissel să propovăduiască cruciada în teritoriul angevin.
- 12 aprilie: Participanții la "Cruciada săracilor" ajung la Köln.
- 29 mai: Evreii din Köln părăsesc orașul, în urma veștilor privind pogromul din orașele învecinate.
- 1 iunie: La Trier, persecuțiile antievreiești încep după plecarea lui Petru Eremitul către Orient; evreii primesc protecția episcopului Egilbert, în schimbul convertirii lor la creștinism.
- 16 iunie: Înainte de a pleca în cruciadă, contele Balduin al II-lea de Hainaut își donează castelul din Couvin principelui-episcop de Liege, Otbert; în mod similar procedează și Godefroy de Bouillon cu domeniul său din Bouillon.
- 20 iulie: Cumanii întreprind un raid victorios asupra Kievului.
- 20 iulie: O parte dintre participanții la "Cruciada săracilor", sub conducerea lui Gauthier "Fără Avere", ajunge la Constantinopol.
- 1 august: La rândul său, Petru Eremitul ajunge în capitala Bizanțului.
- 7 august: Participanții la "Cruciada săracilor" sunt transportați pe vase bizantine în Asia Mică.
- 15 august: Data fixată de papa Urban al II-lea pentru plecarea în Prima cruciadă.
- 19 septembrie: Reglementarea de la Pavia, emisă de papa Urban al II-lea: este interzisă participarea la cruciadă a femeilor și a celor considerați ca fiind prea tineri.
- 29 septembrie-17 octombrie: Un contingent de germani și italieni participanți la "Cruciada săracilor", condus de un oarecare Renaud, este asediat de către selgiucizi la Xerigordon, în apropiere de Niceea; ieșiți în căutare de pradă, ei sunt masacrați de către turci.
- 21 octombrie: Restul participanților la "Cruciada săracilor" este măcelărit la Civitot, în Anatolia, de către selgiucizii din Rum; puținii supraviețuitori fug la Constantinopol.
- 19 noiembrie: Regele Pedro I al Aragonului cucerește Huesca, după victoria de la Alcoraz asupra maurilor.
- 23 decembrie: Godefroy de Bouillon ajunge la Constantinopol, la puțină vreme după Hugue de Vermandois, reținut de împăratul Alexios I Comnen; cruciații sunt constrânși să presteze jurământ de credință față de împăratul bizantin.
- 25 decembrie: Normanzii conduși de Bohemund de Tarent ajung la Kastoria; tensiuni între cruciați și bizantini.

### Nedatate
- martie: Începe expediția cruciată a lui Petru Eremitul.
- mai: Numeroase masacre asupra populației evreiești din Germania (Speyer, Worms, Mainz, Ratisbona), dar și din alte părți (Metz, Praga), din partea participanților la "Cruciada săracilor".
- octombrie: Trupele contelui Raimond al IV-lea de Toulouse părăsesc ținutul natal și pleacă înspre Constantinopol.
- noiembrie: Trupele normandului Bohemund de Tarent, participante la cruciadă, traversează Adriatica.
- Este înființată dioceza de Waterford, în Irlanda.
- Este întemeiat statul Phayao, în Thailanda.
- Instituirea dijmei în Islanda.
- Regele Erik I al Danemarcei sosește la Roma, pentru a obține înființarea arhiepiscopiei de Lund și canonizarea fratelui său, Canut.
- Selgiucidul Sanjar, fiul cel mai mic al lui Kilidj-Arslan, obține puterea în Horasan.

## Arte, științe, literatură și filozofie
- 10 februarie: Consacrarea bisericii St. Nicolas din Angers, în prezența papei Urban al II-lea.
- Este atestată primul act de predare la Oxford.
- Se întemeiază Școala episcopală de gramatică de la Norwich, în Anglia.
- Se întemeiază Universitatea din Salerno, în Italia.

## Înscăunări
- 11 noiembrie: Otto, conte de Habsburg.
- 5 decembrie: Ramon Berenguer al III-lea, rămas singur pe scaunul comital de Barcelona (1096-1131).
- Sanjar, conducător selgiucid în Horasan (1096-1157).
- Vitale I Michiel, doge al Veneției.

## Nașteri
- Ștefan I, conte de Blois, Mortain și Boulogne, apoi rege al Angliei (d. 1154).
- Hugo de St. Victor, om de știință și cronicar (d. 1141)

## Decese
- 21 octombrie: Gauthier (Fără Avere) (n. ?)
- Evdochia Makrembolitissa, împărăteasă a Bizanțului (n. 1021).
- Henric al III-lea de Luxemburg (n. ?)
- Werner I "cel Pios", conte de Habsburg (n. ?)